# Invariantes Polynom
In der Mathematik ist ein invariantes Polynom ein Polynom {\displaystyle P} auf einem Vektorraum (siehe Symmetrische Algebra), welches unter der Wirkung einer Gruppe {\displaystyle G} auf dem Vektorraum {\displaystyle V} invariant ist, also
{\displaystyle P(gx)=P(x)}
für alle {\displaystyle g\in G,x\in V} erfüllt.

## Invariante Polynome in der Linearen Algebra
Sei {\displaystyle \mathbb {K} } ein Körper und {\displaystyle V=\operatorname {Mat} (n,\mathbb {K} )} der Vektorraum aller {\displaystyle n\times n}-Matrizen über {\displaystyle \mathbb {K} }. Die allgemeine lineare Gruppe {\displaystyle \operatorname {GL} (n,\mathbb {K} )} wirkt auf {\displaystyle V} durch Konjugation:
{\displaystyle gx:=gxg^{-1}} für {\displaystyle g\in \operatorname {GL} (n,\mathbb {K} ),x\in \operatorname {Mat} (n,\mathbb {K} )}.
Invariante Polynome sind in diesem Fall Funktionen {\displaystyle P:\operatorname {Mat} (n,\mathbb {K} )\rightarrow \mathbb {K} } mit {\displaystyle P(gxg^{-1})=P(x)} für alle {\displaystyle g\in \operatorname {GL} (n,\mathbb {K} ),x\in \operatorname {Mat} (n,\mathbb {K} )}. 
Beispiele sind die Spur und die Determinante von Matrizen. Allgemeiner kann man (mit einer formalen Variable {\displaystyle t}) die Entwicklung
{\displaystyle \det(tA+I)=\sum _{k=0}^{n}c_{k}(A)t^{k}}
betrachten und erhält invariante Polynome {\displaystyle c_{0},\ldots ,c_{n}}. ({\displaystyle c_{1}} ist die Spur und {\displaystyle c_{n}} die Determinante. Falls {\displaystyle \mathbb {K} } algebraisch abgeschlossen ist, dann ist allgemein {\displaystyle c_{k}} das k-te elementarsymmetrische Polynom in den Eigenwerten von {\displaystyle A}.)

## Invariante Polynome in der Theorie der Lie-Gruppen
Sei {\displaystyle G} eine Lie-Gruppe und {\displaystyle {\mathfrak {g}}} ihre Lie-Algebra. Ein Polynom auf {\displaystyle {\mathfrak {g}}} ist ein Polynom (mit reellen Koeffizienten) in den Basisvektoren von {\displaystyle {\mathfrak {g}}}, siehe Symmetrische Algebra.
Die Gruppe {\displaystyle G} wirkt auf sich selbst durch Konjugation:
{\displaystyle c_{g}(h):=ghg^{-1}} für alle {\displaystyle h\in G}.
Das Differential von {\displaystyle c_{g}} ist eine lineare Abbildung
{\displaystyle \operatorname {Ad} (g):=D(c_{g})_{e}:{\mathfrak {g}}\rightarrow {\mathfrak {g}}},
dies definiert die sogenannte adjungierte Darstellung der Gruppe {\displaystyle G} auf dem Vektorraum {\displaystyle {\mathfrak {g}}}. 
Ein invariantes Polynom ist ein Polynom auf {\displaystyle {\mathfrak {g}}}, welches invariant unter der adjungierten Wirkung ist, also
{\displaystyle P(\operatorname {Ad} (g)X_{1},\ldots ,\operatorname {Ad} (g)X_{k})=P(X_{1},\ldots ,X_{k})} für alle {\displaystyle g\in G,X_{1},\ldots ,X_{k}\in {\mathfrak {g}}}
erfüllt. Die Algebra der invarianten Polynome wird mit {\displaystyle I^{*}({\mathfrak {g}})} bezeichnet.

### BeispielG=GL(n,ℝ)
In diesem Fall ist {\displaystyle {\mathfrak {g}}=\operatorname {Mat} (n,\mathbb {R} )} und {\displaystyle Ad(g)(A)=gAg^{-1}} für {\displaystyle g\in \operatorname {GL} (n,\mathbb {R} ),A\in \operatorname {Mat} (n,\mathbb {R} )}. Für {\displaystyle k\in \mathbb {N} } sei {\displaystyle P_{\frac {k}{2}}} das homogene Polynom vom Grad {\displaystyle k}, dessen Wert auf {\displaystyle (A,\ldots ,A)} man als Koeffizienten vom Grad {\displaystyle n-k} im Polynom
{\displaystyle \det \left(\lambda \mathbb {I} -{\frac {1}{2\pi }}A\right)=\sum _{k}P_{\frac {k}{2}}(A,\ldots ,A)\lambda ^{n-k}}
erhält, für alle {\displaystyle A\in \operatorname {Mat} (n,\mathbb {R} )}. (Die Werte für die {\displaystyle (A,\ldots ,A)} legen ein Polynom bereits eindeutig fest.) Das Polynom {\displaystyle P_{\frac {k}{2}}} heißt das {\displaystyle {\frac {k}{2}}}-te Pontrjagin-Polynom.
Die Algebra der invarianten Polynome wird von den {\displaystyle P_{\frac {k}{2}}\in I^{k}({\mathfrak {gl}}(n,\mathbb {R} ))} erzeugt.

### BeispielG=O(n)
Für {\displaystyle A\in {\mathfrak {o}}(n)} gilt {\displaystyle A=-A^{T}}, woraus zunächst {\displaystyle \det \left(\lambda \mathbb {I} -{\frac {1}{2\pi }}A\right)=\det \left(\lambda \mathbb {I} +{\frac {1}{2\pi }}A\right)} und damit dann {\displaystyle P_{\frac {k}{2}}=0} für alle ungeraden {\displaystyle k} folgt.
Die Algebra der invarianten Polynome wird von den {\displaystyle P_{k}\in I^{2k}({\mathfrak {o}}(n))} erzeugt.

### BeispielG=SO(n)
Falls {\displaystyle n=2m} gerade ist, hat man zusätzlich noch die Pfaffsche Determinante, die für {\displaystyle A=(a_{ij})} mit {\displaystyle a_{ij}=-a_{ji}} definiert ist durch 
{\displaystyle Pf(A,\ldots ,A)={\frac {1}{2^{2m}\pi ^{m}m!}}\sum _{\sigma \in S_{2m}}sign(\sigma )a_{\sigma (1)\sigma (2)}\ldots a_{\sigma (2m-1)\sigma (2m)}}.
Die Algebra der invarianten Polynome wird von den Pontrjagin-Polynomen {\displaystyle P_{k}\in I^{2k}({\mathfrak {so}}(n))} und – falls {\displaystyle n} gerade ist – der (auch als Euler-Polynom bezeichneten) Pfaffschen Determinante {\displaystyle Pf\in I^{\frac {n}{2}}({\mathfrak {so}}(n))} erzeugt.

### BeispielG=GL(n,ℂ)
Für {\displaystyle k\in \mathbb {N} } sei {\displaystyle C_{\frac {k}{2}}} das komplex-wertige homogene Polynom vom Grad {\displaystyle k}, dessen Wert auf {\displaystyle (A,\ldots ,A)} man als Koeffizienten vom Grad {\displaystyle n-k} im Polynom
{\displaystyle \det \left(\lambda \mathbb {I} -{\frac {1}{2\pi i}}A\right)=\sum _{k}C_{k}(A,\ldots ,A)\lambda ^{n-k}}
erhält, für alle {\displaystyle A\in \operatorname {Mat} (n,\mathbb {C} )}. Das Polynom {\displaystyle C_{k}} heißt das {\displaystyle k}-te Chern-Polynom. Die Chern- und Pontrjagin-Polynome hängen über die Gleichung {\displaystyle i^{k}C_{k}(A,\ldots ,A)=P_{\frac {k}{2}}(A,\ldots ,A)} zusammen.
Die Algebra der komplex-wertigen invarianten Polynome wird von den {\displaystyle C_{k}\in I^{k}({\mathfrak {gl}}(n,\mathbb {C} ))} erzeugt.

### BeispielG=U(n)
Für {\displaystyle A\in {\mathfrak {u}}(n)} ist {\displaystyle A=-A^{H}} und damit {\displaystyle \det \left(\lambda \mathbb {I} -{\frac {1}{2\pi i}}A\right)={\overline {\det \left(\lambda \mathbb {I} -{\frac {1}{2\pi i}}A\right)}},} deshalb sind die Chern-Polynome auf {\displaystyle {\mathfrak {u}}(n)} reell-wertig.
Die Algebra der invarianten Polynome wird von den {\displaystyle C_{k}\in I^{k}({\mathfrak {u}}(n))} erzeugt.